# Bogusława Blajfer
Bogusława Blajfer-Weintraub (ur. 24 października 1945 w Stalińsku, zm. 24 lutego 2002 w Bielsku-Białej) – działaczka opozycji demokratycznej w PRL.

## Życiorys
Urodziła się w Stalińsku (na terenie ówczesnego Związku Socjalistycznych Republik Radzieckich) w rodzinie żydowskiej, jako córka Markusa Blajfera (1907–1984) i Tyli z domu Wasserstrum (1910–2002), późniejszych działaczy społeczności żydowskiej w Bielsku-Białej. W 1946 wraz z rodzicami, jako repatrianci, przyjechała do Polski i osiadła w Szczecinie. Następnie zamieszkała w Bielsku-Białej. W latach 1963–1965 studiowała socjologię na Uniwersytecie Warszawskim, a w latach 1971–1972 historię filozofii na Akademii Teologii Katolickiej w Warszawie. W latach 1970–1973 była żoną aktora i reżysera Andrzeja Seweryna.
W 1964 związała się ze środowiskiem tzw. komandosów. Podczas wydarzeń marcowych w 1968 współtworzyła i kolportowała ulotki. Drukowała je dzięki kontaktom z osobami pracującymi w wydawnictwach lub sama domowym sposobem. W sierpniu 1968 wraz z Andrzejem Sewerynem, Eugeniuszem Smolarem, Sylwią Poleską, Ryszardem Perytem, Krystianą Robb-Narbut, Adamem Sandauerem i innymi, drukowała i kolportowała ulotki protestujące przeciwko interwencji państw Układu Warszawskiego w Czechosłowacji. 30 sierpnia została aresztowana, a 23 września 1969 została skazana na 3 lata więzienia za próbę obalenia ustroju państwa. Na mocy amnestii jej wyrok zmniejszono do 1,5 roku, z uwzględnieniem okresu aresztowania. W więzieniu przebywała do grudnia 1970.
Od listopada 1976 współpracowała z Komitetem Obrony Robotników i następnie z Komitetem Samoobrony Społecznej „KOR”. W jej mieszkaniu drukowano na powielaczu Komunikat KSS „KOR” i Biuletyn Informacyjny KSS „KOR”. Wielokrotnie zatrzymywana była przez Służbę Bezpieczeństwa. Uczestniczyła w akcji pomocy robotnikom represjonowanym po lipcu 1976. W dniach od 24 do 31 maja 1977 inicjatorka i uczestniczka głodówki w kościele św. Marcina w Warszawie, w obronie więzionych robotników z Radomia i aresztowanych działaczy opozycji. 12 lipca 1977 wręczyła na Uniwersytecie Warszawskim list Sekretarzowi Generalnemu ONZ Kurtowi Waldheimowi w sprawie aresztowanych działaczy KOR. 18 września 1977 sygnatariuszka Deklaracji Ruchu Demokratycznego. Od 1978 współpracowniczka Studenckiego Komitetu Solidarności we Wrocławiu.
W 1979 ze względów politycznych wyemigrowała do Szwecji, gdzie pracowała m.in. jako terapeutka w szpitalu psychiatrycznym.
Zmarła w Bielsku-Białej podczas wizyty u matki. Uroczystości pogrzebowe odbyły się na cmentarzu żydowskim w Bielsku-Białej, a zmarłą następnie przewieziono i pochowano na cmentarzu żydowskim w Sztokholmie. W 2007 została pośmiertnie odznaczona Krzyżem Oficerskim Orderu Odrodzenia Polski.